# Kelemen Erzsébet
Kelemen Erzsébet (Edelény, 1964. június 30. –) József Attila-díjas magyar író, költő, drámaíró, irodalomtörténész, minősített kutatótanár.

### Élete
Középiskolai tanulmányait Budapesten, a Patrona Hungariae Gimnáziumban végezte. 1986-ban a Bessenyei György Tanárképző Főiskola magyar–ének-zene szakán tanári oklevelet, zongora tanszakon pedig zeneoktatói képesítést szerzett. 1995-ben hittanári diplomát kapott a budapesti Pázmány Péter Katolikus Egyetem Hittudományi Karán. 2001-ben a Budapesti Műszaki Egyetem közoktatási szakán, 2006-ban pedig a Debreceni Egyetem Bölcsészettudományi Karán, a magyar levelező tagozaton végzett. 2006-tól 2009-ig a Debreceni Egyetem Irodalomtudományok Doktori Iskolájának PhD-hallgatója. 2007 januárjáig, még Nagy Gáspár felkérésére és vezetése mellett, a Magyar Katolikus Rádióban a debreceni kulturális hírek tudósítója.
Jelenleg a debreceni Szent József Óvoda, Általános Iskola, Gimnázium és Kollégium tanára. A Hajdú Bihar Megyei Pedagógiai Szakszolgálat és Pedagógiai Szakmai Szolgáltató Intézetben emberismeret és etika tantárgyból megyei szaktanácsadói feladatokat is végzett. 2015 januárjától pedig magyar nyelv és irodalomból lát el szaktanácsadói feladatokat a Katolikus Pedagógiai Intézetben. Kutatási területe az avantgárd és a kortárs vizuális költészet. Doktori (PhD) fokozatot summa cum laude minősítéssel 2011. március 4-én kapott. A disszertációját Papp Tibor vizuális költészetéből írta.
2014-ben az OFI próbaminősítő eljárásán vett részt: mesterpedagógusi fokozatot szerzett, majd 2015 őszén az OH által minősített kutatótanár lett. 2020-ban a kutatótanári fokozatának megújítása, a minősítő eljárás szintén sikeres volt.
Tagja az MTA Nyelv- és Irodalomtudományok Osztályának, a Magyar Művészeti Akadémiának, a Magyar Írószövetségnek, a Bohár András Avantgárd Szakosztálynak, a Kazinczy Ferenc és a Bessenyei György Társaságnak.
2021. januárjától a Nemzeti Kulturális Alap Szépirodalmi Kollégiumának miniszter által delegált tagja.
Szépirodalmi folyóiratokban 1987 óta publikál. Verseire Csanád Béla költő és műfordító figyelt fel. Az ő támogatásával jelent meg a Jel Kiadónál az „Első kötet” című sorozat indító könyveként az Engedj Uram házad közelébe című – az alkotói pályáját is megnyitó – verseskötete. Költeményei litván nyelven is olvashatók az Utenos Diena és a Kultūros laikas című lapokban, illetve a Paukščiai vaikšto dangaus takais, Vengrų poetų eiléraščiai (Kintava, 2004) című antológiában.
Szakirodalmi publikációi a kortárs költészetről és prózáról számos folyóiratban megtalálhatók. Vizuális költeményeiből pedig több alkalommal rendeztek kiállítást.
A számítógépes versgenerálás elméleti szakembere, hazai értelmezője. (lásd: Létem egy pillanat csupán: virtuális verssorok megtestesülése. A programozott számítógépes költészet, Magyar Műhely 145., 2007/5.; Jelenlét ’07, sorozatszerk. Hima Gabriella, KRE-BTK Irodalomtudományi Doktori Iskola, Budapest, 2009; A számítógép és az irodalom, Információs Társadalom 2009/1.; A számítógépes és a gondolati versgenerálás = „Élő nyelv, élő irodalom – hagyomány és kihívás”, Bíbor Kiadó, Miskolc, 2010.; Ki az alkotó: a költő vagy/és a gép? Csakis a költő! Megjegyzések az avantgárd konferenciához, Ambroozia, 2011/1.; „volt, van és lesz értelme”. Papp Tibor művészetéről, Parnasszus, 2014. tél). Francia nyelven egy brazil internetes folyóiratban, a Revista Texto Digitalban látott napvilágot a számítógépes költészetről szóló tanulmánya: L’ Ordinateur et la littérature, Traduction d’atalier par Philippe Dôme et Tibor Papp.
2016-ban Magyar Ezüst Érdemkereszt állami kitüntetést kapott a magyar irodalmi és szellemi életet több műfajban is gazdagító pályája, valamint színvonalas kutató- és oktatómunkája elismeréséül. 2019. március 15-én pedig József Attila-díjban részesült.

## Kötetei
- Engedj Uram házad közelébe (Jel Kiadó, 1995) – versek
- A szent zene és a hitoktatás (Jel Kiadó, 1996) – tanulmány
- Tiván (Jel Kiadó 1997, 1998, 2001, Püski Kiadó 2012) – ifjúsági történelmi regény
- Sarutlanul (Jel Kiadó, 1998) – versek
- Hexameron (Jel Kiadó, 2000) – novellák
- Getszemáni magány (Magyar Napló Kiadó, 2003) – dráma Teleki Pálról
- Violoncello (Ráció Kiadó, 2005) – képversek
- Viaszpecsét (Ráció Kiadó, 2008) – versek
- Happy birthday! (Magyar Napló, 2008) – monodrámák
- Tiszta szándék. Gróf Batthyány Lajos olmützi és pesti naplója, levelei (Püski Kiadó, 2010)
- Emberismeret és etika. Középszintű szóbeli érettségi tételek és jegyzetek a tanítási órákhoz (Kairosz Kiadó, 2010) – tankönyv
- Hét színkép (Ráció Kiadó, 2010) – tanulmányok, kritikák
- Testet öltött szavak. Papp Tibor vizuális költészete (Magyar Műhely, 2012) – monográfia
- Getszemáni magány. Dráma Teleki Pálról két felvonásban – Getsemańska samotność. Dramat o Pálu Teleki w dwóch aktach (Hungarovox Kiadó, 2013) – dráma
- Itt ragadt lélek (Hungarovox Kiadó, 2015) – regény (pszicho-thriller)
- Napkelte (Magyar Műhely Kiadó, 2015) – vizuális költemények
- Rorate (Orpheusz Kiadó, 2017) – versek és műfordítások
- A szöveg testén túl. L. Simon László lineáris és vizuális költészete (Ráció Kiadó, 2017) – monográfia
- Pillangók (Magyar Műhely Kiadó, 2020) – vizuális költemények
- A szavak ereje. L. Simon László alkotói munkásságáról (Szépirodalmi Figyelő, 2021) – monográfia
- Alabástromszínű falak (Püski Kiadó, 2022) – novellák

### Szerkesztések
- Huszonöt év. L. Simon László műveiről (Szépirodalmi Figyelő, 2021)

### Egyéb
- „A végtelent rajzolom". Kelemen Erzsébet műveiről. Válogatott tanulmányok, kritikák, ismertetések, befogadói olvasatok, interjúk (Püski Kiadó, Budapest, 2024). Válogatta és szerkesztette: Bertha Zoltán

## Díjai
- A „Segítő Mária” Alapítvány irodalmi díja a Tiván című ifjúsági, történelmi regényért, 1996
- A Magyar Írószövetség és a Honvédelmi Minisztérium Vezérkari Főnöki Díja a Tiszta szándék, Gróf Batthyány Lajos olmützi és pesti naplója, levelei című műért, 2007
- Alkotói Ösztöndíj a Debrecen Kultúrájáért Alapítványtól, 2010
- Tormay Cécile Kör különdíja, 2010
- Pilisi Alkotó Képtár Egyesület díja, 2011
- Miniszteri Alkotói Díj, 2013
- Alkotói Ösztöndíj a Debrecen Kultúrájáért Alapítványtól, 2014
- A Nemzeti Kulturális Alap alkotói ösztöndíja, 2014
- Magyar Ezüst Érdemkereszt, 2016
- A Nemzeti Kulturális Alap alkotói ösztöndíja, 2018
- József Attila-díj (2019)
- A Nemzeti Kulturális Alap alkotói ösztöndíja, 2020
- A Tokaji Írótábor Hordó-díja, 2021
- Artisjus Irodalmi-Pedagógiai Díj, 2022

## Róla
- Keresztény Élet 1996. március 24. – Kelemen Erzsébet: Engedj Uram házad közelébe, 1999. január 31. – Kelemen Erzsébet: Sarutlanul
- Rónay László, Három szeretni való könyv, Új Ember 1997. május 11.
- Nagy Géza, Bodrogközi ősök, Kelemen Erzsébet: Tiván, Észak-Magyarország 1997. május 13.
- Halász Magdolna, Kelemen Erzsébet: Tiván, Patak és Vidéke 1997. október 17.
- Elekfi László, Kelemen Erzsébet: Sarutlanul, Görögkatolikus Szemle 1998. július
- Halász Magdolna, Kelemen Erzsébet: Sarutlanul, Patak és Vidéke 1998. július 31.
- Kaló Béla, Mosoly Isten arcán, Kelemen Erzsébet: Engedj Uram házad közelébe, Sarutlanul, VÁRhely 1999. október
- Kaló Béla, Állapotrajzok és hangulatok, Kelemen Erzsébet: Hexameron, Új Hevesi Napló 2000. július
- Fehér József, Kelemen Erzsébet novellái, HÍRlevél, A Kazinczy Ferenc Társaság lapja, 2000. december
- Szabolcs-Szatmár-Beregi Almanach 13. kötet = Kelemen Erzsébet, költő, író, tanár, 2002, 182.
- Kaló Béla, Irodalmi kávézó = Kritikák, kisesszék, tárcák, Mosoly az Isten arcán, Kelemen Erzsébet: Engedj Uram házad közelébe, Sarutlanul; Állapotok és hangulatok, Kelemen Erzsébet: Hexameron, Edelény- Rudabánya, 2002. 24-25., 48-49.
- Képversek születése, Örökség, Felsőzsolca, 2002. december
- szy; Getszemán, Debrecen 2003. június 25.
- Dombi Margit, Képversek és ikonok, Kelemen Erzsébet és Zolcsák Miklós különös művészete, Magyar Nemzet 2003. jún. 26.; másodközlés: HÍRlevél, A Kazinczy Ferenc Társaság lapja 2003. november
- Piros Éva, „Egy napban az élet és az ország sorsa fölött”, A nagyhatalmak közötti egyensúlyozás terhének tragédiája, Hajdú-Bihari Napló 2003. augusztus 27.
- Farkas Judit, Kelemen Erzsébet: Getszemáni magány, Búvópatak 2003. szeptember
- Hanti Krisztina,Teleki Pál drámája, Kelemen Erzsébet: Getszemáni magány, Hitel 2004. április
- Farkas Judit, Getszemáni magány, Kelemen Erzsébet drámája Teleki Pálról, Szövetség 2004. április 16.
- Szeghalmi Elemér, Getszemáni magány, Dráma Teleki Pálról, Bécsi Napló 2004. május–június
- Laczkó András, Kelemen Erzsébet iskolái (interjú), Magyar Jövő 2005/4.
- Csermely Tibor, Kelemen Erzsébet: Getszemáni magány, Pedagógus Műhely 2005. április
- Pósa Zoltán, A magányos miniszterelnök halála, Kelemen Erzsébet debreceni költő drámát írt Teleki Pálról · A művet a Vajdaságban viszik színre, Magyar Nemzet 2005. augusztus 30.
- Nádasy Alfonz OSB, Előszó, Kelemen Erzsébet: A szent zene és a hitoktatás című könyvéhez = Cum Honore, Cs. Varga István, Segít a Város Alapítvány, Eger, 2006, 207.
- Bujdosó Alpár, Hagyományőrzés?, Bécsi Napló 2006. január–február
- Deák Ernő, Feltört pecsét? Kelemen Erzsébet: Viaszpecsét (versek). Bécsi Napló 2006. január–február
- Vajda Gábor, Egy politikus erkölcsi nagysága, Kelemen Erzsébet: Getszemáni magány, dráma Teleki Pálról két felvonásban, Hét Nap 2006. május 31.
- Hadobás Pál, Bódva-völgyi kortárs irodalom, Edelényi Füzetek 38., Művelődési Központ, Könyvtár és Múzeum, Edelény, 2007, 116-117.
- Elekfi László, Költészet, helyesírás gyorsírás, Magyar Nyelvőr 131. évf., 2007/2., 143-150.
- Fábián György, Debreceni premier a császárvárosban, Hajdú-Bihari Napló 2007. október 11.
- Pósa Zoltán, Debreceni költőnő darabja Bécsben, Magyar Nemzet 2007. október 12.
- Pósa Zoltán, Irodalom született Batthyányról, Magyar Nemzet 2007. november 22.
- Bényei József (szerk.), Debreceni Irodalmi Lexikon = Kelemen Erzsébet, Debrecen, 2008
- Bertha Zoltán, Kelemen Erzsébet drámái elé, Agria 2008/1.
- Pósa Zoltán, SMS a fosztogatóknak, Kelemen Erzsébet tragikus és felemelő ajándékai, Magyar Nemzet 2008. július 17.
- Kiss Hermina, Happy Birthday! – Színház vagy tévé?, Hajdú-Bihari Napló 2008. november 20.
- Pósa Zoltán, Evangéliumi képversek, nemzeti sorsdrámák költője, Kelemen Erzsébet írónő a megújult Debrecen emblematikus alakja, Északkelet-Magyarország, a Magyar Nemzet regionális melléklete 2008. december 22.
- Nyiri Péter, Szent és profán: ok és okozat, Kelemen Erzsébet: Viaszpecsét; Happy Birthday!, Zempléni Múzsa 2008. december
- Laczkó András, A mennyei lány emléke, Kelemen Erzsébet: Jelen vagy, Magyar Jövő 2009/2.
- Pósa Zoltán, Halál a születésnapon, Kelemen Erzsébet monodrámája a Magyar Írószövetségben, Magyar Nemzet 2009. március 18.
- Alföldy Jenő, „Élő nyelv, élő irodalom – hagyomány és kihívás”, Bíbor Kiadó, Miskolc, 2010, 220-221.
- Bertha Zoltán, „Élő nyelv, élő irodalom – hagyomány és kihívás”, Bíbor Kiadó, Miskolc, 2010, 294.
- Benke László, A tisztaság dicsérete. Kelemen Erzsébet: Engedj Uram házad közelébe; Sarutlanul; Viaszpecsét, Kortárs, 2010/2.
- Vitéz Ferenc, Kelemen Erzsébet: Tiszta szándék. Gróf Batthyány Lajos olmützi és pesti naplója, levelei, Néző · Pont, 2010. augusztus–szeptember, 422.
- Kellei György, Egy nagy lélek az erőtlenségben. Kelemen Erzsébet: Tiszta szándék. Gróf Batthyány Lajos olmützi és pesti naplója, levelei, Magyar Jövő, 2011/2
- Kiss Hermina, Gróf Batthyány Lajos naplója. Kelemen Erzsébet: Tiszta szándék, Alföld, 2011/5.
- Oláh András, A vértanúság lélektana. Kelemen Erzsébet: Tiszta szándék, Magyar Napló, 2011/5.
- Barna Péter, Társadalmi célú gondolatok. Kritika Kelemen Erzsébet verseskötetéről és monodrámájáról, A Vörös Postakocsi, 2011. augusztus 18. http://www.avorospostakocsi.hu/2011/08/18/tarsadalmi-celu-gondolatok/
- Szénási Miklós, Testet öltött szavak: mail art, betűnégyzet, logo-mandalák, A Franciaországban élő avantgarde magyar művész, Papp Tibor vizuális költészetéről írt könyvet a debreceni írónő, Dehir.hu, 2012. május 16. http://www.dehir.hu/kultura/testet-oltott-szavak-mail-art-betunegyzet-logomandalak/2012/05/16/
- G. Komoróczy Emőke, „Szórt szavaim összeállnak, íme, szöveggé”. Kelemen Erzsébet: Testet öltött szavak, Alföld 2012. október
- Cséby Géza, Kelemen Erzsébet két kötetéről. A szavak, melyek testet öltöttek, A getszemáni magány drámája, Magyar Jövő 2013/4.
- Báger Gusztáv, Puskaporos narratíva. Kelemen Erzsébet: Getszemáni magány (Dráma Teleki Pálról két felvonásban), Kortárs, 2014. január
- Rónay László, Hónapról hónapra, Kelemen Erzsébet, Getszemáni magány. Dráma Teleki Pálról két felvonásban – Getsemańska samotność. Dramat o Pálu Teleki w dwóch aktach, Vigilia 2014./1., 70-72.
- Képes Irodalmi Lexikon = Kelemen Erzsébet, Eger, 36.
- Tamási Orosz János, Nemzeteknek szóló ének (Kelemen Erzsébet: Getszemáni magány. Hungarovox Kiadó, 2013), Magyar Hon Lap, http://mkdsz.hu/content/view/30455/210/%5B%5D
- Badi Györgyi, Üzenet a magyar Gulágról, Kelemen Erzsébet: Itt ragadt lélek, Agria 2015/2.
- Dr. Bárány Ottóné Badi Györgyi, Kelemen Erzsébet, Itt ragadt lélek (pszicho-thriller), http://www.hortobagyideportaltak.hu/k_itt_ragadt_lelek.htm Archiválva 2016. március 4-i dátummal a Wayback Machine-ben
- Szénási Miklós, Misztikus pszicho-thrillert írt a debreceni költőnő, Dehir.hu, 2015. augusztus 25. http://www.dehir.hu/kultura/misztikus-pszicho-thrillert-irt-a-debreceni-koltono/2015/08/25/
- Pósa Zoltán, Kelemen Erzsébet:Itt ragadt lélek, Kortárs 2016. 7-8. szám, 171-173.
- G. Komoróczy Emőke, Kelemen Erzsébet szakrális vizuális költészetéről (Violoncello, Napkelte) = Avantgárd kontinuitás a XX. században, Hét Krajcár Kiadó, 2016, 642-660.; lásd még: Agria, 2016. nyár, 150-167.
- Buda Attila, Kelemen Erzsébet, A szöveg testén túl. L. Simon László lineáris és vizuális költészete, Kortárs 2018/3., 9-10.
- Bakonyi István, Egy tudós költő. Kelemen Erzsébet: Rorate, Magyar Napló, 2018/8., 67.
- Péntek Imre, Kelemen Erzsébet: Rorate, Agria, 2018. nyár, 262-267.
- Pósa Zoltán, A szakrális költészet karizmatikus virrasztója: Rorate – Kelemen Erzsébet új versei, Szabolcs-Szatmár-Beregi Szemle 53. évf. 3. szám (2018), 131-133. http://epa.oszk.hu/03300/03347/00007/pdf/EPA03347_szabolcsi_szemle_2018_3_131-133.pdf
- Pósa Zoltán, Istentudatos költészet. Kelemen Erzsébet: Rorate, Agria, 47. szám, 2019. nyár, 271-272. http://www.agriafolyoirat.hu/pdf/Agria47_2019_nyar.pdf Archiválva 2020. július 29-i dátummal a Wayback Machine-ben
- Pósa Zoltán, Itt ragadt lélek. Kelemen Erzsébet regényéről = Mítoszok és ikonok. Esszék, tanulmányok, kritikák, Széphalom Könyvműhely, Budapest, 2020, 230-237.
- G. Komoróczy Emőke, Kelemen Erzsébet Pillangók című vizuális kötetéről, Partium 2021. tavasz, XXX. évfolyam 1. szám, 128-133.
- Bertha Zoltán, Szenvedések és csodák – a szeretet költői prózanyelvén. Kelemen Erzsébet: Alabástromszínű falak, Agria 2021. tél, 266-267.
- Szénási Miklós, Novelláskötettel jelentkezett a debreceni írónő. Az Alabástromszínű falak Kelemen Erzsébet huszonegyedik könyve https://www.dehir.hu/kultura/novellaskotettel-jelentkezett-a-debreceni-irono/2022/03/25/?fbclid=IwAR0ZWPIBs7HSz3bSYLbR1QlAg_AAxwLGd-AEo9_StYYT49kUXJg0oLKR55w
- Pósa Zoltán, Modern konzervatizmus. Gondolatok Kelemen Erzsébet Pillangók című kötetéről és az életművéről, Búvópatak 2022. április, 24–25.
- Pósa Zoltán, Azonos szinten műveli és magyarázza a költészetet. Kelemen Erzsébet: A szavak ereje; Huszonöt év, Magyar Napló 2022. május, 63–64.
- Péntek Imre, A hagyomány és modernség összebékítése. Erzsébet: A szavak ereje L. Simon László alkotói munkásságáról, Forrás 2022. szeptember, 104–112.
- Bertha Zoltán, Kelemen Erzsébet: Alabástromszínű falak, Öröm-Hír, A Debrecen-Nyíregyházi Egyházmegye évkönyve 2023, 2022, 198.
- Kulin Borbála, „Minőség, szabadság, közösség, hagyomány”. Huszonöt év – L. Simon László műveiről, Válogatott tanulmányok, kritikák, ismertetések, befogadói olvasatok, pillanatképek, szerk. Kelemen Erzsébet, https://alfoldonline.hu/2022/12/minoseg-szabadsag-kozosseg-hagyomany/
- Oláh András, Harmonikahangon, Helyőrség 2023. január 10. https://helyorseg.ma/rovat/ajanlo/olah-andras-harmonikahangon
- Filip Gabriella, Szavak, képek, szóképek, képversek. Artisjus-díjat kapott Kelemen Erzsébet költő, pedagógus, Keresztény Élet 2023. január 22.
- Oláh András, Avantgárd gondolkodásmód és magatartásforma. Kelemen Erzsébet: A szavak ereje, Hitel 2023. január, 122–125.
- Pósa Zoltán, Kelemen Erzsébet új novelláskötetéről, Partium 2023. ősz, 192–194.
- Artisjus-díjban részesült Kelemen Erzsébet író, költő, a debreceni Szent József-iskola tanára, Magyar Kurír 2022. december 30. https://www.magyarkurir.hu/hirek/artisjus-dijban-reszesult-kelemen-erzsebet-iro-kolto-debreceni-szent-jozsef-iskola-tanara
- Nagy elismerést vehetett ár a debreceni Szent József tanára, HAON Hajdú-Bihar Vármegyei Hírportál, https://www.haon.hu/helyi-kozelet/2022/12/nagy-elismerest-vehetett-at-a-debreceni-szent-jozsef-tanara
- Pósa Zoltán, Rendhagyó emlékezés Nagy Gáspár költészetére és Kelemen Erzsébet Hét színkép című kötetére, Partium 2023. ősz, 186-190.
- Szénási Miklós, A fővárosban rendezik a debreceni írónő születésnapi estjét és könyvbemutatóját, dehir.hu, 2024. június 21.,  https://www.dehir.hu/kultura/a-fovarosban-rendezik-a-debreceni-irono-szuletesnapi-estjet-es-konyvbemutatojat/2024/06/21/
- Tallián Mariann, „Lelkeket formálni a művészet által”, Olvasat.hu, 2024. június 21. https://olvasat.hu/lelkeket-formalni-a-muveszet-altal/fbclid=IwY2xjawEvRKpleHRuA2FlbQIxMQABHSM3MZ4nkb3W2T8fMt7mHn3gpLYhbufs32NIxJy15lfToQbY8o_hO0KmAQ_aem_gr-OMYzVnhT_30MjqYm1EA
- „A végtelent rajzolom” – Kelemen Erzsébet műveiről (részlet) https://litera.hu/irodalom/konyvajanlo/a-vegtelent-rajzolom-kelemen-erzsebet-muveirol.html
- Pósa Zoltán, Írói polihisztor. Keresztény írónak lenni ma sem életbiztosítás, Agria 2024. ősz, 122-125.
- Bertha Zoltán, Kelemen Erzsébet műveiről, Agria 2024. ősz, 140-144.,
- Oláh András: „Számomra a versírás létszükséglet” (Beszélgetés Kelemen Erzsébettel), 2024. tél, 6-13.